# Latemar
Le Latemar est un chaînon montagneux situé à la frontière entre le Sud-Tyrol et le Trentin, en Italie. Son point culminant s'élève à 2 846 m d'altitude. Selon l'AVE, la classification officiellement adoptée par le Club alpin allemand et le Club alpin autrichien pour le classement des Alpes orientales, le Latemar fait partie des Dolomites. Cependant, selon la SIOUSA, le chaînon fait partie des Alpes de Fiemme.
Destination de randonnée, le Latemar est surtout connu pour sa vue depuis le lac de Carezza.
Il fait partie du site classé au patrimoine mondial nommé Les Dolomites.